# وو ونشیونگ
وو ونشیونگ (انگلیسی: Wu Wenxiong؛ زادهٔ ۱۱ فوریه ۱۹۸۱) وزنه‌بردار اهل چین است.
وی در مسابقات کشوری و بین‌المللی در مجموع برندهٔ ۱ مدال طلا، ۲ مدال نقره شده‌است.